# یواس‌اس ویکسبرگ (سی‌ال-۸۶)
یواس‌اس ویکسبرگ (سی‌ال-۸۶) (به انگلیسی: USS Vicksburg (CL-86)) یک کشتی بود که طول آن ۶۱۰ فوت ۱ اینچ (۱۸۵٫۹۵ متر) بود. این کشتی در سال ۱۹۴۳ ساخته شد.